# Fono Ltd.
Fono Ltd. ist ein im Jahr 2000 in Sankt Petersburg gegründetes und später nach Moskau umgesiedeltes Independent-Label das auch als Vertriebs- und Produktionsunternehmen agiert. Das Label veröffentlicht seit 2000 eigene Produktionen sowie Musik, die durch Fono Ltd. von anderen Labels wie Century Media Records, Metal Blade Records, Osmose Productions, Hammerheart Records und Tabu Recordings für die GUS lizenziert wurden. Das Label nutzt unterschiedliche Schreibweisen, die mitunter als Sublabel wahrgenommen werden, darunter Фоно, ООО FONO (Ltd.), Fono Productions und ООО ФОНО (Ltd.).

## Künstler (Auswahl)
- A Young Man’s Funeral
- Amaranthe
- Amberian Dawn
- Amon Amarth
- Anaal Nathrakh
- Barathrum
- Between the Buried and Me
- Bolt Thrower
- Cannibal Corpse
- Chthonic
- Cradle of Filth
- Cult of Luna
- Dark Tranquillity
- Darkness
- Downfall of Gaia
- Enthroned
- Evocation
- Fear Factory
- Finntroll
- God Seed
- Gothminister
- Hatebreed
- Hatesphere
- Igorrr
- Ill Niño
- Illusions Play
- Kampfar
- Lake of Tears
- Letzte Instanz
- Manowar
- Marduk
- Mare Infinitum
- Napalm Death
- Necromantia
- Nightwish
- The Ocean
- Onslaught
- Possessed
- Powerwolf
- Queensrÿche
- Rhapsody of Fire
- Rotting Christ
- Sarah Where Is My Tea
- Shape of Despair
- Taake
- Thergothon
- Unearth
- Visigoth
- Voivod
- We Butter the Bread with Butter
- Xandria